# Parti populaire progressiste (Guyana)
Le  Parti populaire progressiste/Civique (en anglais : People's Progressive Party/Civic, PPP/C) est un parti politique du Guyana fondé le 1er janvier 1950 par Cheddi Jagan et Forbes Burnham. Au niveau international, il participe à la Rencontre internationale des partis communistes et ouvriers. Il est un des deux principaux partis politiques du Guyana et a dirigé le gouvernement pendant de nombreuses années.

## Historique
Le  Parti populaire progressiste est fondé le 1er janvier 1950 par la fusion du Parti travailliste de Guyane britannique dirigé par Forbes Burnham et du Comité des affaires politiques dirigé par Cheddi Jagan. Il est considéré comme le premier parti de masse du pays et est initialement un parti multi-ethnique, soutenu par les intellectuels et le mouvement ouvrier. Lors de son troisième congrès en 1953, Forbes Burnham est battu par Cheddi Jagan comme chef du parti. Lors des élections législatives de la même année, le PPP remporte dix-huit des vingt-quatre sièges du Parlement et Jagan devient brièvement ministre en chef de la Guyane britannique. Pendant son gouvernement, le PPP soutient une politique économique d'inspiration marxiste qui effraie les autorités coloniales. Le gouvernement britannique, dirigé par Winston Churchill décide de révoquer le gouvernement guyanien et de dissoudre le Parlement pour le remplacer par un Conseil législatif aux membres nommés par le gouverneur.
En 1955, le PPP se divise en deux factions, l'une d'orientation clairement marxiste dirigée par Cheddi Jagan, l'autre, dirigée par Forbes Burnham, arguant de la situation géopolitique de la Guyane britannique pour proposer une politique plus modérée. les deux groupes se présentent sous la même bannière lors des élections de 1957, et remportent douze sièges sur les quatorze que compte le nouveau Parlement, mais les partisans  de Jagan sont neuf, contre seulement trois partisans de Burnham. Les tensions entre les deux groupes deviennent telles, que Burnham quitte le PPP après les élections pour former le Congrès national du peuple (PNC). En 1961, le PPP remporte les élections législatives en obtenant vingt sièges avec 42,63 % des voix contre onze sièges et 40,99 % des voix pour le PNC. L'annonce des résultats provoque des violences interraciales.
Lors de la campagne de 1964, le PNC bénéficie du soutien des États-Unis et du gouvernement britannique et malgré la victoire du PPP qui arrive en tête, le PNC et The United Force forment un gouvernement majoritaire dirigé par Forbes Burnham. Lors des élections générales de 1968, qui suivent l'indépendance en 1966, la scène politique devient extrêmement polarisée selon des critères ethniques, avec le PPP devenu le parti des Indo-guyaniens et le PNC celui des Afro-guyaniens. Des violences entre les militants des deux partis ont lieu et les élections sont souvent entachées de soupçons de fraude. Cette tension et la situation de blocage qui en résulte favorise l'émergence d'une troisième force, l'Alliance des travailleurs dirigée par Walter Rodney.
En 1992, le PPP obtient enfin la majorité des voix et des sièges à l'Assemblée lors des élections, Cheddi Jagan devient le président du Guyana et Sam Hinds, Premier ministre. Le PPP remporte les élections de 1997, 2001, 2006 et 2011. Après le leadership exercé par les époux Jagan, c'est Sam Hinds, comme Premier ministre et Bharrat Jagdeo, comme président de la République et président du parti, qui sont les deux principaux dirigeants du PPP.
Lors des élections de 2015, le PPP est battu par une alliance constituée autour du Congrès national du peuple dirigée par David Granger et Moses Nagamootoo, un ancien membre du PPP.
Enfin, à l'issue des élections de 2020, le PPP revient au pouvoir après avoir obtenu 50,69 % des voix et 33 sièges de députés contre 31 à la coalition sortante.

## Archives
- Inventaire du fonds d'archives du Parti progressiste du peuple conservé à La contemporaine.